# Инаугурация Гровера Кливленда (1893)
Вторая инаугурация Гровера Кливленда в качестве 24-го Президента США состоялась 4 марта 1893 года. Одновременно к присяге был приведён Эдлай Стивенсон как 23-й вице-президент США. Председатель Верховного суда США Мелвилл Фуллер проводил президентскую присягу, а присягу вице-президента принимал уходящий вице-президент Леви Мортон. 
Данная инаугурация ознаменовала начало второго и последнего четырёхлетнего срока Гровера Кливленда в качестве Президента США. Кливленд ранее был 22-м президентом и тем самым является одним из двух президентов (второй — Дональд Трамп), который занимал свой пост два срока с перерывом и, соответственно, имеющий двойную нумерацию в списке президентов. В день инаугурации шёл снег, который закончился около часа дня, ввиду чего толпа на церемонии была невелика и часть запланированных мероприятий была отменена.

## Галерея

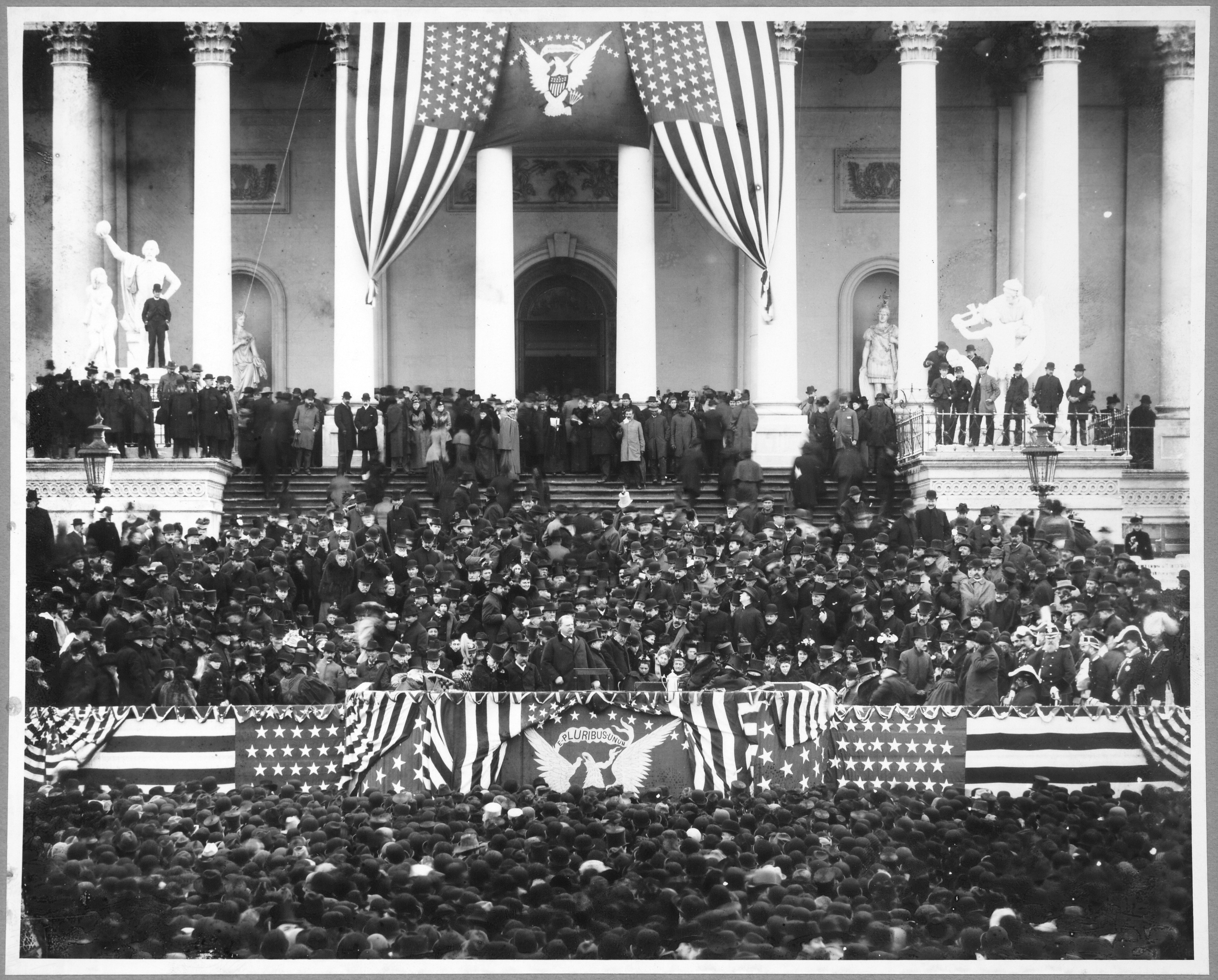
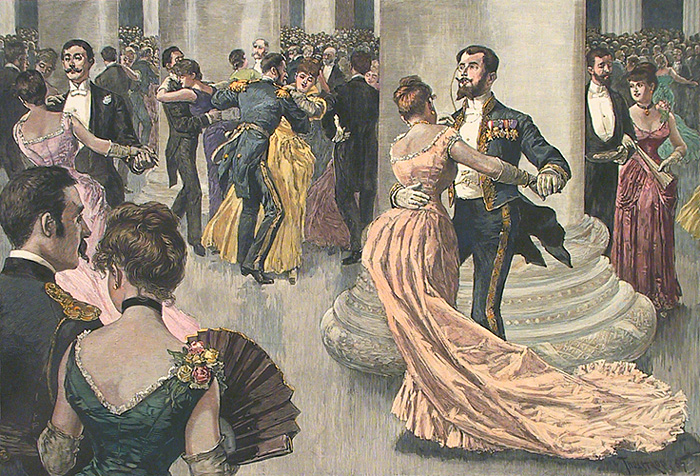
Инаугурационный бал